# Super CCD

Distribució de sensors en un Super CCD.

Super CCD és un CCD (dispositiu d'acoblament de càrrega) propietari que ha sigut desenvolupat per Fujifilm des del 1999. El Super CCD utilitza pixels octagonals, en lloc dels rectangulars. Això permet una resolució més gran, tant vertical com horitzontal (a expenses de la resolució diagonal) respecte d'un sensor tradicional per una quantitat equivalent de pixels.
El 21 de juny del 2003 Fujifilm va anunciar la quarta generació de sensor SuperCCD, and dues variacions: SuperCCD HR i SuperCCD SR. HR correspon a "High Resolution" (Resolució Alta) i SR correspon a "Super dynamic Range" (Rang dinàmic super). El sensor SR té dos fotodíodes per element fotosensible, l'un és molt més gran que l'altre. Un processament adequat de la informació de tots dos permetrà una gamma de Luminància més gran, des del negre fins al blanc (rang dinàmic).
El Super CCD HR de 4a Generació té sensors posicionats a 45 graus respecte a l'horizontal (permès per la seva geometria octogonal) i per això les columnes de pixels estan esglaonades en comparació amb la seva posició habitual, fet que redueix la separació efectiva del pixel. Les imatges amb l'orientació normal horitzontal i vertical s'obtenen interpolant un pixel entre cada parell de sensors, produint la gravació de 12Mpx des de 6Mpx efectius.
Fujifilm promet que la cinquena generació de sensors HR també serà de 45 graus però no utilitzarà interpolació (encara que no han dit com ho faran).

El 29 de juliol del 2005 Fujifilm va anunciar cameras amb sensors Super CCD HR sensors de la "5a Generació", la FinePix S5200 (S5600) i la FinePix S9000 (S9500, S9600).